# Philip Fruytiers
Philip Fruytiers, né en 1610 à Anvers et mort en 1666 dans la même ville, est un peintre et graveur flamand.

## Biographie
Philip Fruytiers naît en 1610 à Anvers.
Il est élève du collège des Jésuites à Anvers en 1627, et entre gratuitement dans la guilde des peintres d'Anvers en 1631. Il est décrit dans le registre de cette institution comme « enlumineur, peintre et graveur ». Le récit courant de sa vie est « qu'il travaillait exclusivement à l'aquarelle, mais qu'il était si remarquable dans cette branche de son art pour l'arrangement, le dessin, et surtout pour la force et la clarté de la couleur, qu'il a excité l'admiration de Rubens, qu'il a représenté avec toute sa famille ». Il semble être davantage un artiste aux talents les plus variés, comme on peut en juger par le fait qu'en 1646 il exécute une Assomption avec des figures grandeur nature, et quatre tableaux plus petits à l'huile, pour l'église Saint-Jacques à Anvers, pour lesquels il reçoit la somme considérable de 1150 florins.
Malheureusement, aucune production incontestable de sa main n'est conservée. On connaît de lui une série de planches gravées, principalement des portraits, qui sont reconnus comme ayant été puissamment et habilement manipulés ainsi que des miniatures sur vélin, dessinées avec un grand talent et colorées avec un « éclat extraordinaire ». Par leur forme, elles rappellent les œuvres de Rubens, et il se peut qu'elles soient l'œuvre de Philippe Fruytiers.
Mort en 1666 dans sa ville natale, il est inhumé le 21 juin à l'église Récollets d'Anvers.

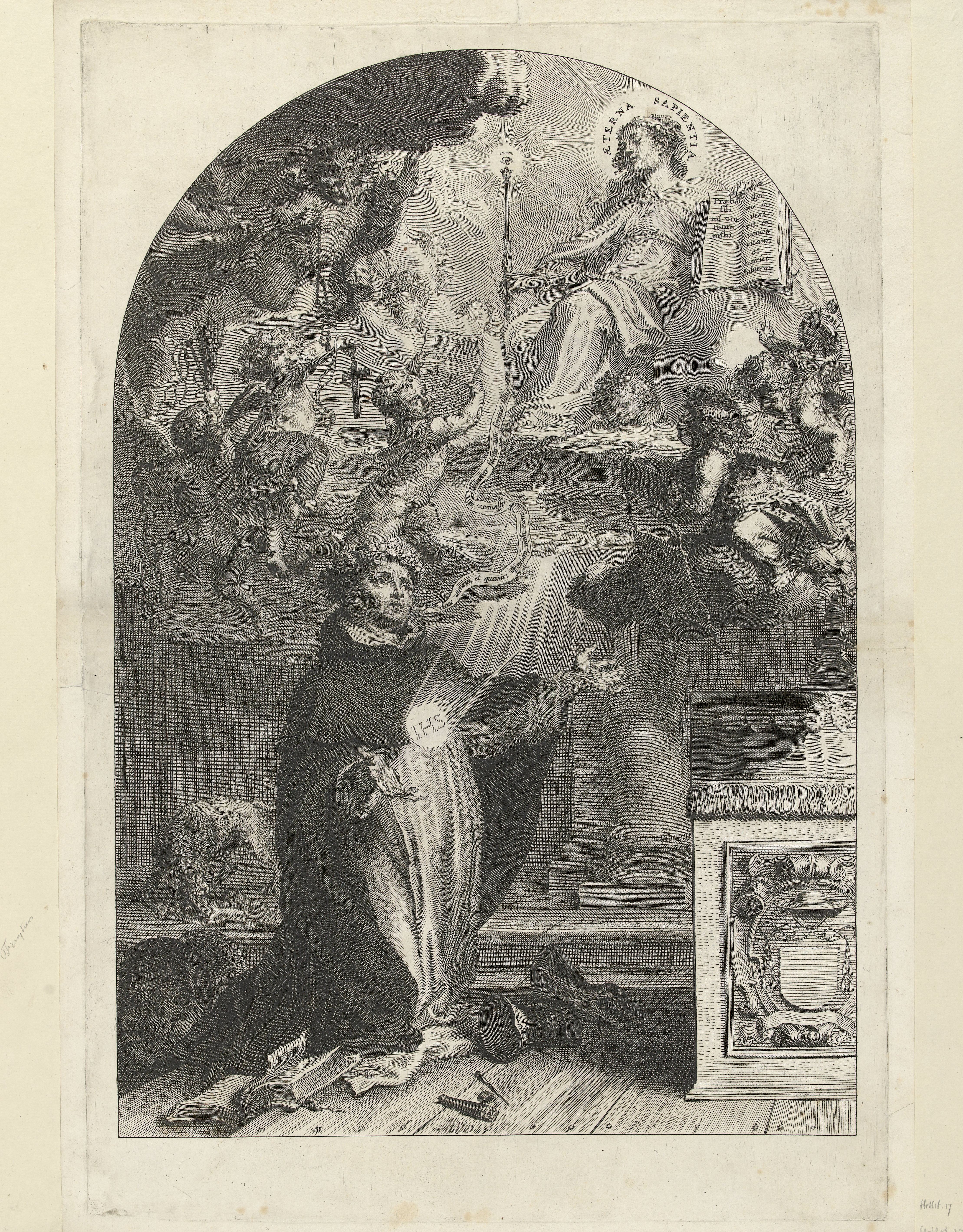
Dominicain agenouillé devant un autel, probablement Hendrik Seuse, gravure (n. d., Rijksmuseum Amsterdam).
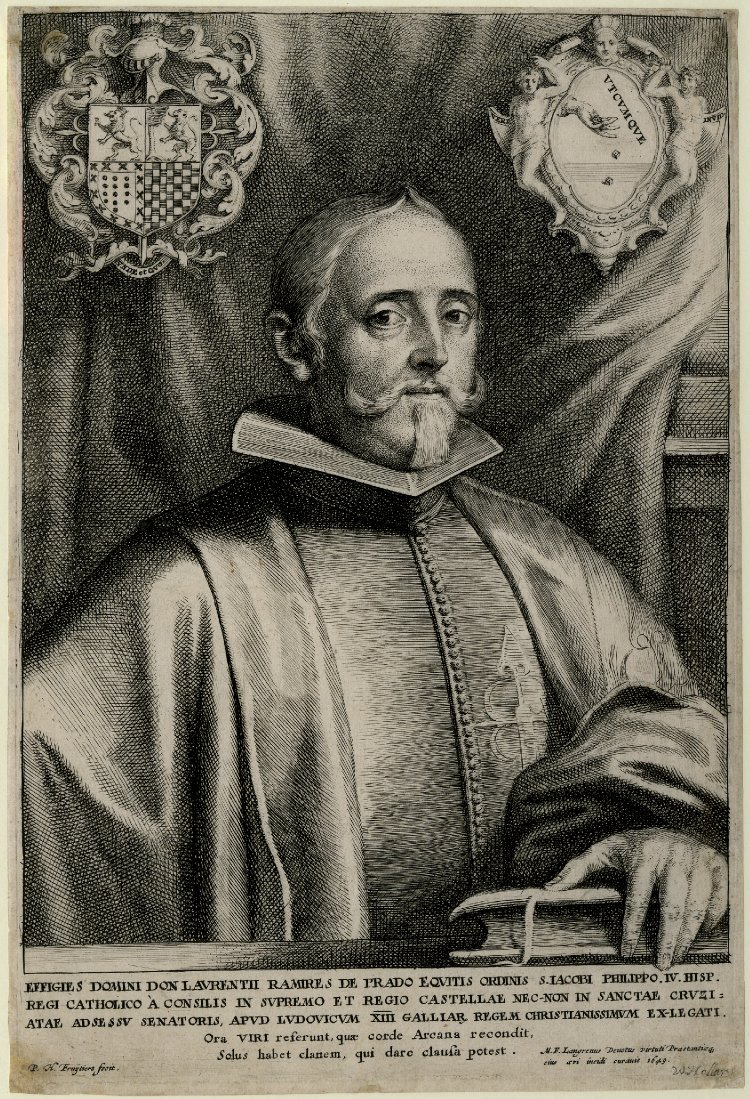
Lorenzo Ramirez de Prado, gravure (1643).
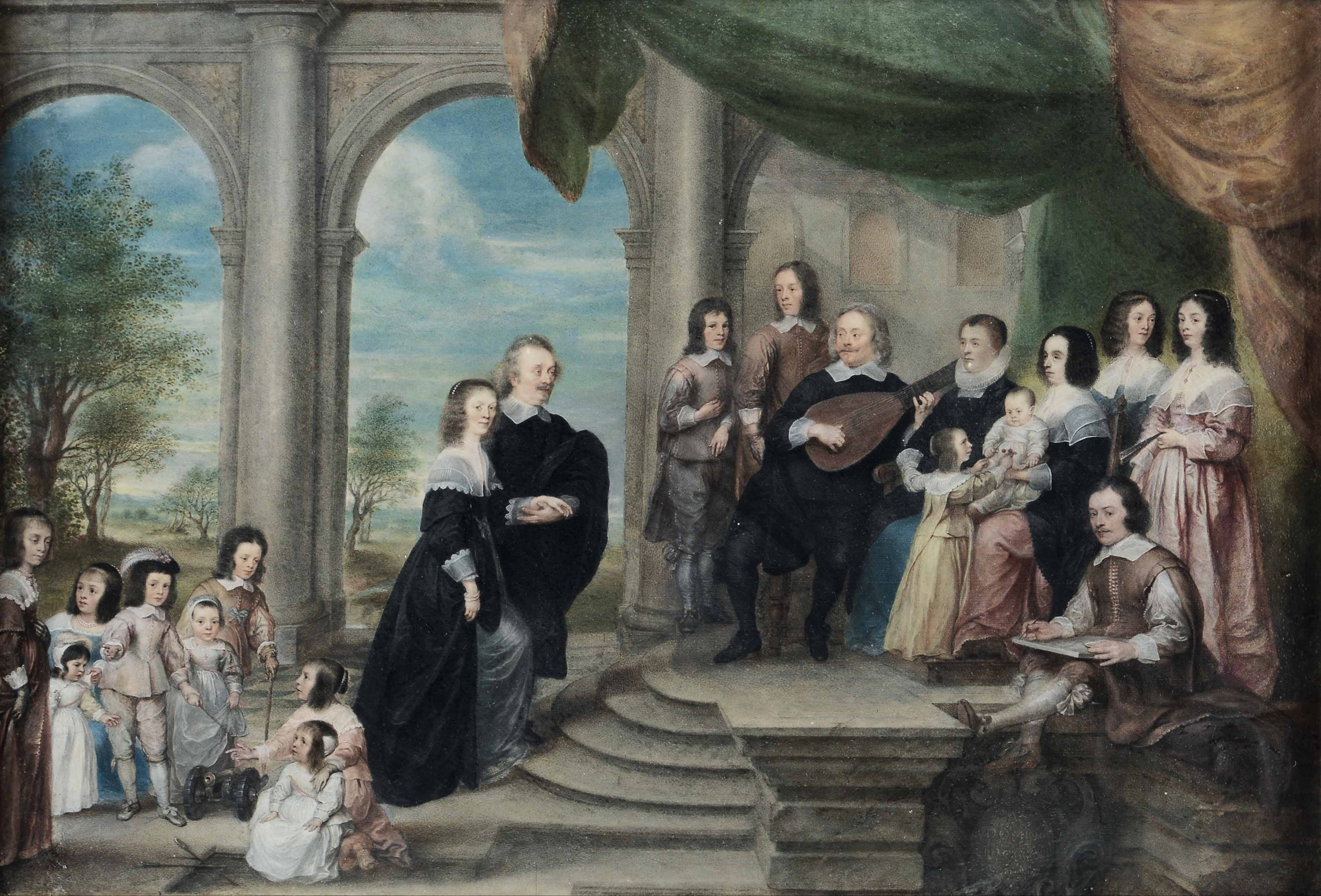
Portrait de famille, aquarelle (1638, coll. priv.).
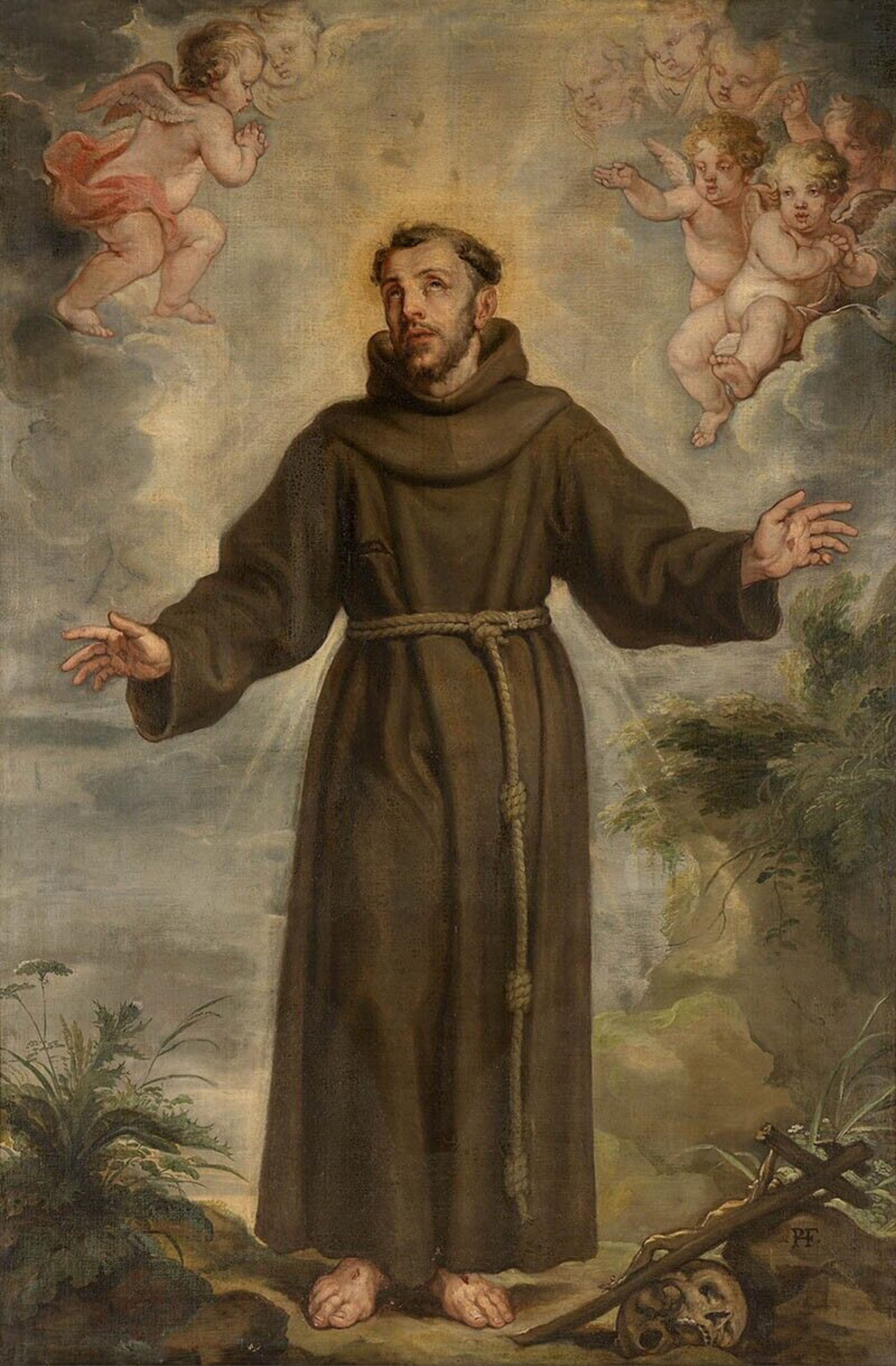
Saint François d'Assise, peinture (n. d., Musée royal des Beaux-Arts d'Anvers).